# Пуертолас (Уеска)
Пуертолас (ісп. Puértolas) — муніципалітет в Іспанії, у складі автономної спільноти Арагон, у провінції Уеска. Населення — 239 осіб (2009).
Муніципалітет розташований на відстані близько 400 км на північний схід від Мадрида, 65 км на північний схід від Уески.
На території муніципалітету розташовані такі населені пункти: (дані про населення за 2009 рік)
- Бельсьєрре: 35 осіб
- Бестуе: 23 особи
- Ескалона: 113 осіб
- Муро-де-Бельйос: 1 особа
- Пуертолас: 17 осіб
- Пуярруего: 35 осіб
- Санта-Марія: 10 осіб
- Б'єс: 0 осіб
- Ескуайн: 6 осіб
- Лас-Уертас-де-Муро: 0 осіб
- Санта-Хуста: 1 особа

## Демографія
Динаміка населення (INE ):